# Johan Philip Precht
Johan Philip Precht, född 1682 i Stockholm, död i april 1736 i Stockholm, var en svensk bildhuggare.

## Biografi
Johan Philip Precht var son till bildhuggaren Burchard Precht (1651-1738) och Brita Standorff och från 1722 gift med Petronella Ring samt bror till Burchard Precht och halvbror till Gustaf Precht och Christian Precht. Han utbildades av sin far och for 1710 på en studieresa utomlands, först till kontinenten och senare till England. Han återkom till Sverige 1718 och var därefter verksam i den prechtska familjeverkstaden med stolmakeri.